# Šport u 1945.
◄◄ | ◄ | 1942. | 1943. | 1944. | 1945.  | 1946. | 1947. | 1948. | ► | ►►
Arhitektura • Astronautika • Astronomija • Biologija • Film • Fotografija • Glazba • Kazalište • Kemija • Kiparstvo • Knjige • Književnost • Kršćanstvo • Meteorologija • Medicina • Planinarstvo • Politika • Pravo • Promet • Slikarstvo • Strip • Šport • Televizija • Znanost • Zrakoplovstvo • Željeznički promet
Šport u 1945.

## Svijet

### Osnivanja
- KK Partizan Beograd, srpski košarkaški klub
- FK Radnik Bijeljina, bosanskohercegovački nogometni klub
- NK Čelik Zenica, bosanskohercegovački nogometni klub
- PFK Ludogorec Razgrad, bugarski nogometni klub
- FK Jablonec, češki nogometni klub
- Esteglal Teheran, iranski nogometni klub
- VfL Wolfsburg, njemački nogometni klub
- FK Crvena zvezda, srpski nogometni klub
- FK Partizan Beograd, srpski nogometni klub
- FK Spartak Subotica, srpski nogometni klub

## Hrvatska i u Hrvata

### Osnivanja
- KK Split, hrvatski košarkaški klub
- KK Zadar, hrvatski košarkaški klub
- NK Dubrava Tim Kabel Zagreb, hrvatski nogometni klub
- NK Zadar, hrvatski nogometni klub

## Vanjske poveznice
|  | Zajednički poslužitelj ima još gradiva o temi Šport u 1945. |